# Giovanni Maria Sartori
Giovanni Maria Sartori (Vicenza, 11 luglio 1925 – Innsbruck, 26 settembre 1998) è stato un arcivescovo cattolico italiano.

## Biografia
È stato vescovo di Adria (Adria-Rovigo dal 30 settembre 1986) dal 12 marzo 1977 al 7 dicembre 1987, quando ha lasciato l'incarico per diventare arcivescovo di Trento quale successore di mons. Alessandro Maria Gottardi.
Nel 1993 durante il periodo di Mani pulite fece scalpore una sua requisitoria contro la Democrazia Cristiana (era stato indagato anche l'allora democristiano Mario Malossini, ex-presidente della provincia di Trento) e contro Umberto Bossi.
Il 30 aprile 1995 ricevette la visita pastorale di Giovanni Paolo II a Trento in occasione della beatificazione del vescovo Giovanni Nepomuceno de Tschiderer.
Nel 1998 fu ricoverato a Innsbruck e venne sottoposto ad un trapianto di fegato, ma morì il 26 settembre di quell'anno. Il funerale fu celebrato nella cattedrale di Trento dall'allora patriarca di Venezia, cardinale Marco Cé. È sepolto nella Basilica paleocristiana sottostante al Duomo di Trento.
Il suo successore è mons. Luigi Bressan.

## Genealogia episcopale
La genealogia episcopale è:
- Cardinale Scipione Rebiba
- Cardinale Giulio Antonio Santori
- Cardinale Girolamo Bernerio, O.P.
- Arcivescovo Galeazzo Sanvitale
- Cardinale Ludovico Ludovisi
- Cardinale Luigi Caetani
- Cardinale Ulderico Carpegna
- Cardinale Paluzzo Paluzzi Altieri degli Albertoni
- Papa Benedetto XIII
- Papa Benedetto XIV
- Cardinale Enrico Enriquez
- Arcivescovo Manuel Quintano Bonifaz
- Cardinale Buenaventura Córdoba Espinosa de la Cerda
- Cardinale Giuseppe Maria Doria Pamphilj
- Papa Pio VIII
- Papa Pio IX
- Cardinale Alessandro Franchi
- Cardinale Giovanni Simeoni
- Cardinale Antonio Agliardi
- Cardinale Basilio Pompilj
- Cardinale Adeodato Piazza, O.C.D.
- Cardinale Sebastiano Baggio
- Arcivescovo Giovanni Maria Sartori